# Межциемс (Елгавский край)
Ме́жциемс (латыш. Mežciems) — населённый пункт в Елгавском крае Латвии. Входит в состав Яунсвирлаукской волости. Находится у региональной автодороги P94 (Елгава — Стальгене — Цоде) на левом берегу реки Вирцава. Расстояние до центра города Елгава составляет около 6,4 км. По данным на 2015 год, в населённом пункте проживал 661 человек.

## История
В советское время населённый пункт входил в состав Вецсвирлаукского сельсовета Елгавского района. В селе располагался Елгавский леспромхоз.